# 早渕
早渕（はやぶち）は、神奈川県横浜市都筑区の地名。現行行政地名は早渕一丁目から早渕三丁目。住居表示実施済区域。

## 地理
北部を早渕川が流れる。東部は第三京浜道路都筑インターチェンジの一部にかかっている。

### 面積
面積は以下の通りである。
| 丁目       | 面積（km²） |
| ---------- | ----------- |
| 早渕一丁目 | 0.255       |
| 早渕二丁目 | 0.220       |
| 早渕三丁目 | 0.298       |
| 計         | 0.773       |

### 地価
住宅地の地価は、2024年（令和6年）7月1日の神奈川県地価調査によれば、早渕1-37-20の地点で24万8000円/m²となっている。

## 歴史

### 沿革
- 1994年（平成6年）11月6日 - 住居表示の実施[7]に伴い、大棚町、勝田町、新吉田町、南山田町の各一部を分離し、早渕一丁目・早渕二丁目・早渕三丁目を新設[8]。同時に行政区の再編成により都筑区となり[9]、横浜市都筑区早渕一丁目・早渕二丁目・早渕三丁目となる。

### 町名の変遷
| 実施後     | 実施年月日               | 実施前（各町名ともその一部）                 |
| ---------- | ------------------------ | -------------------------------------------- |
| 早渕一丁目 | 1994年（平成6年）11月6日 | 勝田町、新吉田町（各一部）                   |
| 早渕二丁目 | 1994年（平成6年）11月6日 | 大棚町、勝田町、新吉田町、南山田町（各一部） |
| 早渕三丁目 | 1994年（平成6年）11月6日 | 新吉田町、南山田町（各一部）                 |

## 世帯数と人口
2025年（令和7年）6月30日現在（横浜市発表）の世帯数と人口は以下の通りである。
| 丁目       | 世帯数    | 人口    |
| ---------- | --------- | ------- |
| 早渕一丁目 | 833世帯   | 2,015人 |
| 早渕二丁目 | 461世帯   | 1,171人 |
| 早渕三丁目 | 781世帯   | 1,711人 |
| 計         | 2,075世帯 | 4,897人 |

### 人口の変遷
国勢調査による人口の推移。
| 年                 | 人口  |
| ------------------ | ----- |
| 1995年（平成7年）  | 1,736 |
| 2000年（平成12年） | 2,762 |
| 2005年（平成17年） | 3,744 |
| 2010年（平成22年） | 4,103 |
| 2015年（平成27年） | 4,718 |
| 2020年（令和2年）  | 4,985 |

### 世帯数の変遷
国勢調査による世帯数の推移。
| 年                 | 世帯数 |
| ------------------ | ------ |
| 1995年（平成7年）  | 560    |
| 2000年（平成12年） | 942    |
| 2005年（平成17年） | 1,306  |
| 2010年（平成22年） | 1,435  |
| 2015年（平成27年） | 1,709  |
| 2020年（令和2年）  | 1,856  |

## 学区
市立小・中学校に通う場合、学区は以下の通りとなる（2024年11月時点）。
| 丁目       | 番・番地等 | 小学校                   | 中学校             |
| ---------- | ---------- | ------------------------ | ------------------ |
| 早渕一丁目 | 全域       | 横浜市立勝田小学校       | 横浜市立早渕中学校 |
| 早渕二丁目 | 全域       | 横浜市立勝田小学校       | 横浜市立早渕中学校 |
| 早渕三丁目 | 全域       | 横浜市立新吉田第二小学校 | 横浜市立早渕中学校 |

## 事業所
2021年（令和3年）現在の経済センサス調査による事業所数と従業員数は以下の通りである。
| 丁目       | 事業所数  | 従業員数 |
| ---------- | --------- | -------- |
| 早渕一丁目 | 111事業所 | 1,147人  |
| 早渕二丁目 | 24事業所  | 436人    |
| 早渕三丁目 | 53事業所  | 608人    |
| 計         | 188事業所 | 2,191人  |

### 事業者数の変遷
経済センサスによる事業所数の推移。
| 年                 | 事業者数 |
| ------------------ | -------- |
| 2016年（平成28年） | 181      |
| 2021年（令和3年）  | 188      |

### 従業員数の変遷
経済センサスによる従業員数の推移。
| 年                 | 従業員数 |
| ------------------ | -------- |
| 2016年（平成28年） | 2,684    |
| 2021年（令和3年）  | 2,191    |

### 主な事業所
- プローバ本社

## 施設
- 横浜市立早渕中学校
- ジャーメ・マスジド横浜（モスク）

## その他

### 日本郵便
- 郵便番号 : 224-0025[3]（集配局：都筑郵便局[19]）

### 警察
町内の警察の管轄区域は以下の通りである。
| 丁目       | 番・番地等 | 警察署     | 交番・駐在所   |
| ---------- | ---------- | ---------- | -------------- |
| 早渕一丁目 | 全域       | 都筑警察署 | 北山田駅前交番 |
| 早渕二丁目 | 全域       | 都筑警察署 | 北山田駅前交番 |
| 早渕三丁目 | 全域       | 都筑警察署 | 北山田駅前交番 |